# Nigeri labdarúgó-bajnokság (első osztály)
A Niger Premier League a nigeri labdarúgó-bajnokságok legfelsőbb osztályának elnevezése. 1966-ban alapították és 17 csapat részvételével zajlik. A 16. és 17. helyezett automatikusan kiesik a másodosztályba, míg a 15. helyezett rájátszás játszik a bentmaradásért. A bajnok a bajnokok Ligájában indulhat.

## A 2023–2024-es bajnokság résztvevői
- AS Douanes (Niamey)
- Espoir (Zinder)
- AS FAN (Niamey)
- AS GNN (Niamey)
- AS Police (Niamey)
- Liberté (Niamey)
- ASN Nigelec (Niamey)
- Jangorzo (Niamey)
- Renaissance (Niamey)
- Olympic Niamey (Niamey)
- Sahel (Niamey)
- Zumunta (Niamey)
- US Gendarmerie (Niamey)
- Urana (Arlit)
- Tahoua (Tahoua)
- Akokana (Arlit)
- Tagour Provincial Club (Niamey)

## Az eddigi bajnokok
| - 1966 : Secteur 6 (Niamey) - 1967 : Secteur 6 (Niamey) - 1968 : Secteur 6 (Niamey) - 1969 : Secteur 6 (Niamey) - 1970 : Secteur 6 (Niamey) - 1971 : ASFAN (Niamey) - 1972 : nem volt bajnokság - 1973 : Secteur 7 (Niamey) - 1974 : Sahel (Niamey) - 1975 : ASFAN (Niamey) - 1976 : Olympic FC (Niamey) - 1977 : Olympic FC (Niamey) - 1978 : Olympic FC (Niamey) - 1979 : nem volt bajnokság - 1980 : AS Niamey (Niamey) - 1981 : AS Niamey (Niamey) - 1982 : AS Niamey (Niamey) - 1983 : Jangorzo (Maradi) - 1984 : Espoir (Zinder) - 1985 : Zumunta (Niamey) | - 1986 : Sahel (Niamey) - 1987 : Sahel (Niamey) - 1988 : Zumunta (Niamey) - 1989 : Olympic Niamey (Niamey) - 1990 : Sahel (Niamey) - 1991 : Sahel (Niamey) - 1992 : Sahel (Niamey) - 1993 : Zumunta (Niamey) - 1994 : Sahel (Niamey) - 1995 : nem volt bajnokság - 1996 : Sahel (Niamey) - 1997/98 : Olympic Niamey (Niamey) - 1999 : Olympic Niamey (Niamey) - 2000 : JS du Ténéré (Niamey) - 2001 : JS du Ténéré (Niamey) - 2002 : nem volt bajnokság - 2003 : Sahel (Niamey) - 2004 : Sahel (Niamey) - 2004-05 : AS-FNIS (Niamey) - 2005-06 : AS-FNIS (Niamey) | - 2006-07 : Sahel (Niamey) - 2008 : AS Police (Niamey) - 2009 : Sahel (Niamey) - 2010 : ASFAN (Niamey) - 2010-11 : ASGNN (Niamey) - 2011-12 : Olympic Niamey (Niamey) - 2012-13 : Douanes (Niamey) - 2013-14 : ASGNN (Niamey) - 2014-15 : Douanes (Niamey) - 2015-16 : ASFAN (Niamey) - 2016-17 : ASFAN (Niamey) - 2017-18 : AS SONIDEP (Niamey) - 2018-19 : AS SONIDEP (Niamey) - 2019-20 : elmaradt - 2020-21 : US Gendarmerie Nationale (Niamey) - 2021-22 : ASN Nigelec (Niamey) - 2022-23 : AS GNN (Niamey) |

## Bajnoki címek eloszlása
| Klub                                | Város  | Bajnoki címek | Utolsó  |
| ----------------------------------- | ------ | ------------- | ------- |
| Sahel (korábban Secteur 7)          | Niamey | 13            | 2009    |
| Olympic Niamey (korábban Secteur 6) | Niamey | 12            | 2011-12 |
| ASFAN                               | Niamey | 5             | 2016-17 |
| ASGNN (korábban AS-FNIS)            | Niamey | 4             | 2013-14 |
| AS Niamey                           | Niamey | 3             | 1982    |
| Zumunta                             | Niamey | 3             | 1993    |
| Douanes                             | Niamey | 2             | 2014-15 |
| JS du Ténéré                        | Niamey | 2             | 2001    |
| Jangorzo                            | Maradi | 1             | 1983    |
| Espoir                              | Zinder | 1             | 1984    |
| AS Police                           | Niamey | 1             | 2008    |